# Steve Flynn
Pour les articles homonymes, voir Flynn.
Steve Flynn est un batteur américain qui a joué dans le groupe Atheist de 1988 à 1992 et a enregistré les albums Unquestionable Presence et Piece of Time.
Après le deuxième album il décida de quitter le groupe afin de poursuivre des études à l'université.
Plus de 10 ans plus tard il décida de reprendre ses baguettes et dorénavant il joue dans le groupe de death metal technique Gnostic.
En 2006, il participa à la tournée européenne d'Atheist.